# Echagatta, Davanagere
Echagatta là một làng thuộc tehsil Davanagere, huyện Davanagere, bang Karnataka, Ấn Độ.